# Svídna
Svídna je zaniklá středověká vesnice, která se nacházela deset kilometrů západně od Slaného, v katastrálním území Drnek v okrese Kladno. Byla založena na přelomu 13. a 14. století jako jedna z prvních vsí v Čechách, ve které byly domy postaveny výhradně z kamene, v tomto případě z opuky. Umístění vsi však nebylo nejpříznivější, a tak byla v 16. století opuštěna. V šedesátých letech 20. století byl v této lokalitě proveden archeologický výzkum, který umožnil lépe poznat život ve středověké vesnici.
Archeologický výzkum ukázal, že vesnice byla vybudována na cca 4 ha a skládala se ze čtrnácti kamenných domů, které měly rozměry zhruba 8 × 24 metrů. Vesnice byla pravidelně rozparcelována, domy obklopovaly podlouhlou náves a za nimi se nacházely zahrady. Asi 500 metrů východně od vsi se dochovaly stopy po pásech polností.

## Galerie

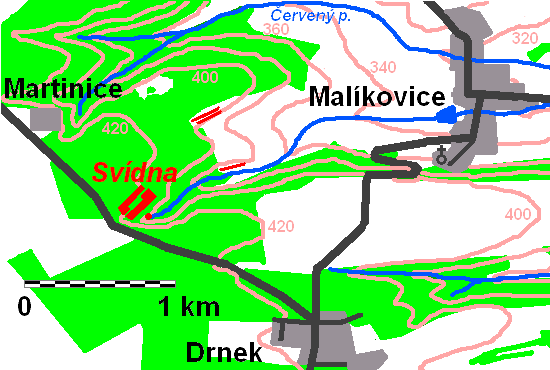
Poloha zaniklé vsi Svídna; červeně jsou vyznačeny pramen v rokli jižně od vsi a pozůstatky pásů polností na východ od ní
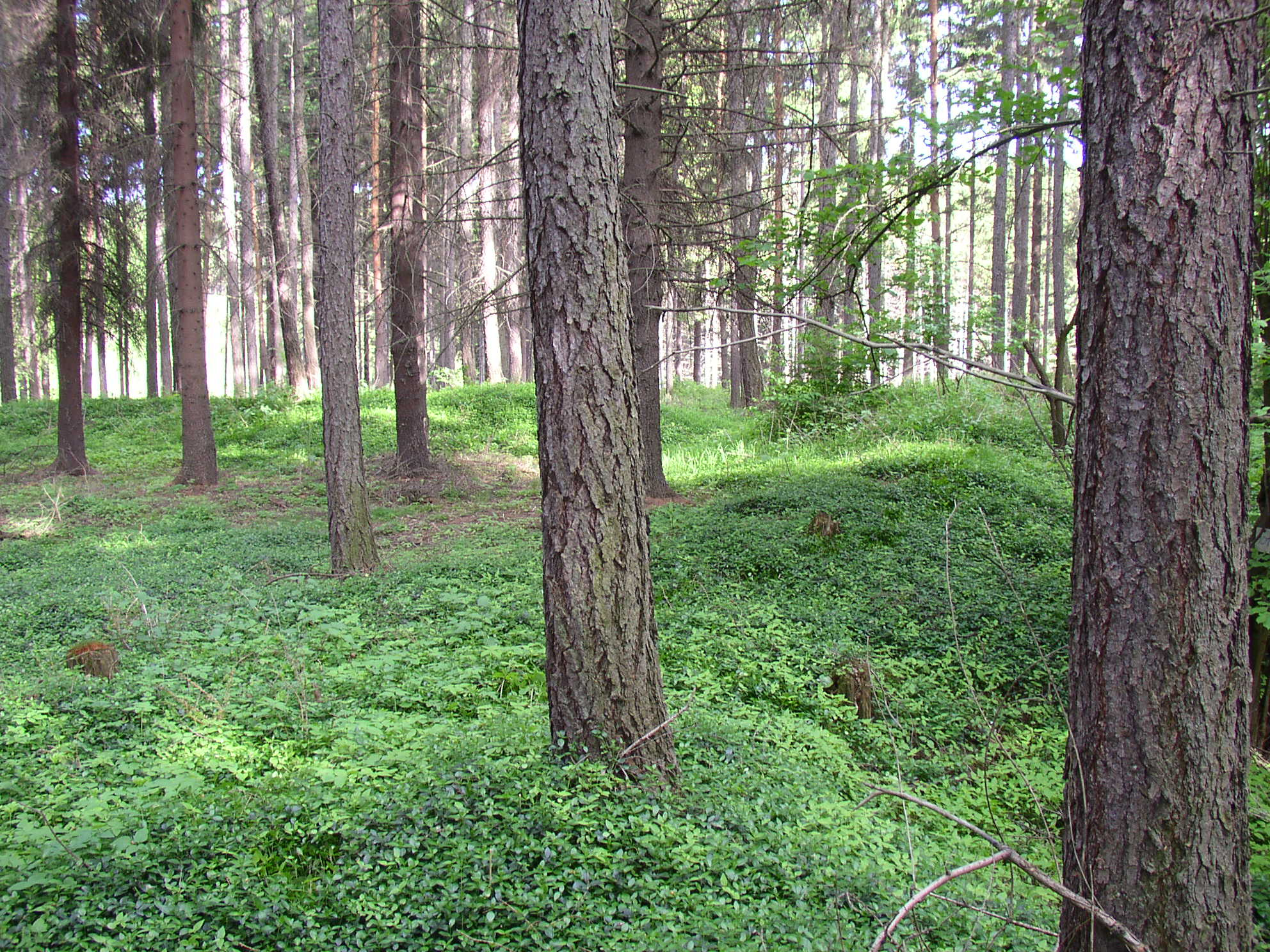
Barvínkem porostlé stopy zdí jsou v terénu patrné do výše několika decimetrů až jednoho metru.